# Liste der Naturdenkmale im Landkreis Görlitz

Karte des Landkreises Görlitz

Die Liste der Naturdenkmale im Landkreis Görlitz umfasst Naturdenkmale der Städte und Gemeinden im Landkreis Görlitz in Sachsen.
Grundlage der Einzellisten sind die Einträge im Geoportal des Landkreises. Die Angaben in den einzelnen Listen ersetzen nicht die rechtsverbindliche Auskunft der zuständigen Behörde.

## Aufteilung
| Karte | Naturdenkmale in …                 | Beispiel                                |
| ----- | ---------------------------------- | --------------------------------------- |
|       | Bad Muskau (Mužakow) – keine       |                                         |
|       | Beiersdorf – keine                 |                                         |
|       | Bernstadt a. d. Eigen              |                                         |
|       | Bertsdorf-Hörnitz                  | Koitsche                                |
|       | Boxberg/O.L. (Hamor)               |                                         |
|       | Dürrhennersdorf – keine            |                                         |
|       | Ebersbach-Neugersdorf              | Staunasse Wiese am Kux-Teich            |
|       | Gablenz (Jabłońc) – keine          |                                         |
|       | Görlitz                            | Möllerlinde in Görlitz                  |
|       | Groß Düben (Dźěwin)                |                                         |
|       | Großschönau                        | Silber-Pappel in Großschönau            |
|       | Großschweidnitz                    |                                         |
|       | Hähnichen                          |                                         |
|       | Hainewalde                         |                                         |
|       | Herrnhut                           | Obstbaumallee bei Herrenhut             |
|       | Hohendubrau (Wysoka Dubrawa)       |                                         |
|       | Horka                              |                                         |
|       | Jonsdorf                           | Drei Tische                             |
|       | Kodersdorf                         | Schwarzkiefer, Wegkreuzung Wiesa        |
|       | Königshain                         | Totenstein bei Königshain               |
|       | Kottmar                            | Friedenseiche in Niedercunnersdorf      |
|       | Krauschwitz (Krušwica)             |                                         |
|       | Kreba-Neudorf (Chrjebja-Nowa Wjes) | Eiche an der Fischerei Kreba            |
|       | Lawalde – keine                    |                                         |
|       | Leutersdorf                        | Steinbruch am Richterberg               |
|       | Löbau                              | Geldkeller                              |
|       | Markersdorf                        |                                         |
|       | Mittelherwigsdorf                  | Böschung am Altersheim                  |
|       | Mücka (Mikow)                      |                                         |
|       | Neißeaue                           |                                         |
|       | Neusalza-Spremberg                 |                                         |
|       | Niesky                             |                                         |
|       | Oderwitz                           | Phonolithklippen auf dem Spitzberg      |
|       | Olbersdorf                         | Napoleon-Linde                          |
|       | Oppach                             | Stiel-Eiche am Gondelteich              |
|       | Ostritz                            |                                         |
|       | Oybin                              | Kelchsteine                             |
|       | Quitzdorf am See                   |                                         |
|       | Reichenbach/O.L.                   |                                         |
|       | Rietschen (Rěčicy)                 | Eiche an der Queralle in Rietschen      |
|       | Rosenbach                          | 1000-jährige Eiche                      |
|       | Rothenburg/O.L.                    | Gedenkeiche in Uhsmannsdorf             |
|       | Schleife (Slepo) – keine           |                                         |
|       | Schönau-Berzdorf a. d. Eigen       |                                         |
|       | Schönbach                          | Luthereiche neben Friedhof in Schönbach |
|       | Schöpstal                          |                                         |
|       | Seifhennersdorf                    | Winter-Linde an der Rumburger Straße    |
|       | Trebendorf (Trjebin) – keine       |                                         |
|       | Vierkirchen                        |                                         |
|       | Waldhufen                          | Napoleonslinde in Ullersdorf            |
|       | Weißkeißel (Wuskidź) – keine       |                                         |
|       | Weißwasser (Běła Woda) – keine     |                                         |
|       | Zittau                             | Platane an der Krokuswiese              |